# Tombés du ciel (téléfilm)
Pour les articles homonymes, voir Tombés du ciel.
Pour plus de détails, voir Fiche technique et Distribution.
Tombés du ciel (It Came from the Sky)  est un téléfilm américain réalisé par Jack Bender, diffusé en 1999. 

## Synopsis
Donald Bridges (John Ritter) et sa femme Alice (Jobeth Williams) ont un jeune fils, Andy, (Kevin Zegers) émotionnellement perturbé en raison d'un quasi-accident de noyade.
Les parents se disputent fréquemment sur la façon d'élever leur fils, leur quotidien est quasi morose. Leur vie est de nouveau bousculée lorsqu'un petit avion transportant Jarvis Moody (Christopher Lloyd) et Pepper Upper (Yasmine Bleeth) s’écrase sur leur toit. 
Rapidement Jarvis et Pepper de par leur excentricité, leur rapport léger a la vie, apportent une gaité et une joie de vivre au sein du foyer…

## Fiche technique
- Titre : Tombés du ciel
- Titre original : It Came from the Sky
- Réalisation : Jack Bender
- Scénario : Jack Bender
- Musique : Adam Gorgoni
- Décors : Mary Corporon-Hora
- Costumes : Tim Chappel
- Production : Up on the Roof
- Pays :  États-Unis
- Genre : Comédie/Drame
- Durée : 92 minutes

## Distribution
- Yasmine Bleeth : Pepper Upper
- Christopher Lloyd : Jarvis Moody
- John Ritter : Donald Bridges
- JoBeth Williams : Alice Bridges
- Kevin Zegers : Andy Bridges